# Iso Hiisijärvi och Pieni Hiisijärvi
Iso Hiisijärvi och Pieni Hiisijärvi är en sjö i kommunen Nurmes i landskapet Norra Karelen i Finland. Den är 8,9 meter djup. Arean är 36 hektar och strandlinjen är 5,63 kilometer lång. Sjön  ingår i Vuoksens huvudavrinningsområde.   Den ligger omkring 110 kilometer norr om Joensuu och omkring 420 kilometer nordöst om Helsingfors. 